# Mistrzostwa Ameryki Północnej, Środkowej i Karaibów w Piłce Siatkowej Mężczyzn 1985
IX Mistrzostwa Ameryki Północnej w piłce siatkowej mężczyzn odbyły w 1985 roku po raz drugi w historii w miejscowości Santiago de los Caballeros w Dominikanie. W mistrzostwach wystartowało 11 reprezentacji co stanowi największą liczbę uczestników mistrzostw w porównaniu z poprzednimi turniejami. Złoty medal po raz trzeci w historii i drugi raz z rzędu zdobyła reprezentacja USA. W turnieju zadebiutowała reprezentacja Trynidadu i Tobago.

## Klasyfikacja końcowa
| Miejsce | Reprezentacja                        |
| ------- | ------------------------------------ |
|         | Stany Zjednoczone                    |
|         | Kuba                                 |
|         | Kanada                               |
| 4.      | Dominikana                           |
| 5.      | Antyle Holenderskie                  |
| 6.      | Portoryko                            |
| 7.      | Panama                               |
| 8.      | Haiti                                |
| 9.      | Trynidad i Tobago                    |
| 10.     | Wyspy Dziewicze Stanów Zjednoczonych |
| 11.     | Gwatemala                            |